# Hjälmkolibrier
Hjälmkolibrier (Oxypogon) är ett släkte med fåglar i familjen kolibrier inom ordningen seglar- och kolibrifåglar. Släktet omfattar fyra arter, varav en akut hotad, med utbredning i Colombia och västra Venezuela.
- Blåskäggig hjälmkolibri (O. cyanolaemus)
- Vitskäggig hjälmkolibri (O. lindenii)
- Grönskäggig hjälmkolibri (O. guerinii)
- Purpurskäggig hjälmkolibri (O. stuebelii)